# Ewald Aukes

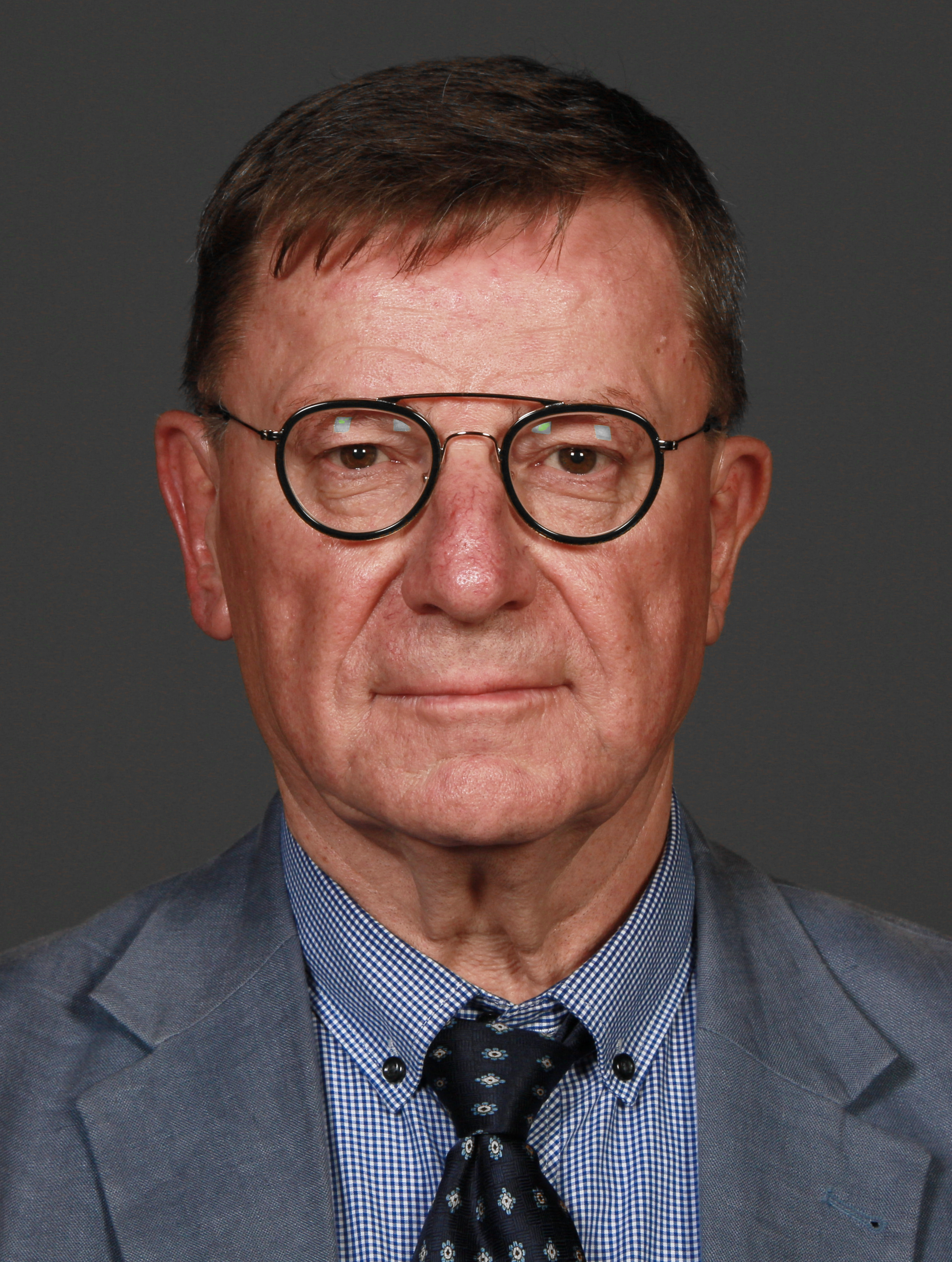
Ewald Aukes (2018)

Ewald Aukes (* 18. August 1951 in Esens) ist ein deutscher Politiker (FDP). Er war von 2017 bis 2020 Mitglied der Hamburgischen Bürgerschaft.
Ewald Aukes studierte von 1970 bis 1976 Rechtswissenschaften an der Universität Hamburg. Er war dann kurzfristig für die Europäische Kommission in Brüssel tätig, anschließend von 1977 bis 1986 als Geschäftsführer im Bereich der Privatschulen. Er wechselte in gleicher Funktion in den Bereich der Innungen. Seit 1997 ist er als Unternehmensberater selbständig.
1977 kandidierte er in einer Kampfabstimmung gegen den amtierenden Präsidenten des Hamburger SV, Paul Benthien, dem er mit 186 zu 284 Stimmen bei 62 Enthaltungen unterlag. Anschließend wurde er als Jugendleiter in den Amateurvorstand gewählt.
Aukes gehört der FDP seit 1982 an. Für den ausgeschiedenen Abgeordneten Wieland Schinnenburg rückte er 2017 von der Landesliste seiner Partei in die Bürgerschaft nach und schied 2020 wieder aus dem Landesparlament aus, da seine Partei bei der Bürgerschaftswahl 2020 an der Fünfprozenthürde scheiterte.